# Echipa națională de fotbal a Jamaicăi
Echipa națională de fotbal a Jamaicăi reprezintă Jamaica în fotbalul internațional și este controlată de Federația Jamaicană de Fotbal. Până în anii '90 nu a avut performanțe notabile, dar după aceea s-a calificat în premieră la Campionatul Mondial de Fotbal din 1998 și a câștigat șase Cupe ale Caraibelor (1991, 1998, 2005, 2008, și 2010).

## Participări la Campionatul Mondial
- Campionatul Mondial de Fotbal

| 1930 până în 1962 | Nu a intrat      | Nu a intrat      | Nu a intrat      | Nu a intrat      | Nu a intrat      | Nu a intrat      | Nu a intrat      | Nu a intrat      |         |         |
| 1966 - 1970       | Nu s-a calificat | Nu s-a calificat | Nu s-a calificat | Nu s-a calificat | Nu s-a calificat | Nu s-a calificat | Nu s-a calificat | Nu s-a calificat |         |         |
| 1974              | S-a retras       | S-a retras       | S-a retras       | S-a retras       | S-a retras       | S-a retras       | S-a retras       | S-a retras       |         |         |
| 1978              | Nu a intrat      | Nu a intrat      | Nu a intrat      | Nu a intrat      | Nu a intrat      | Nu a intrat      | Nu a intrat      | Nu a intrat      |         |         |
| 1982              | Nu a participat  | Nu a participat  | Nu a participat  | Nu a participat  | Nu a participat  | Nu a participat  | Nu a participat  | Nu a participat  |         |         |
| 1986              | S-a retras       | S-a retras       | S-a retras       | S-a retras       | S-a retras       | S-a retras       | S-a retras       | S-a retras       |         |         |
| 1990 - 1994       | Nu s-a calificat | Nu s-a calificat | Nu s-a calificat | Nu s-a calificat | Nu s-a calificat | Nu s-a calificat | Nu s-a calificat | Nu s-a calificat |         |         |
| 1998              | Faza Grupelor    | 22               | 3                | 1                | 0                | 2                | 3                | 9                |         |         |
| 2002 până în 2022 | Nu s-a calificat | Nu s-a calificat | Nu s-a calificat | Nu s-a calificat | Nu s-a calificat | Nu s-a calificat | Nu s-a calificat | Nu s-a calificat |         |         |
| 2026              | Va urma          | Va urma          | Va urma          | Va urma          | Va urma          | Va urma          | Va urma          | Va urma          | Va urma | Va urma |
| Total             | 1/22             |                  | 3                | 1                | 0                | 2                | 3                | 9                |         |         |

| Istoria Campionatului Mondial | Istoria Campionatului Mondial | Istoria Campionatului Mondial | Istoria Campionatului Mondial |
| Anul                          | Runda                         | Scor                          | Rezultat                      |
| ----------------------------- | ----------------------------- | ----------------------------- | ----------------------------- |
| 1998                          | Faza Grupelor                 | Jamaica 1 – 3 Croația         | Înfrângere                    |
| 1998                          | Faza Grupelor                 | Jamaica 0 – 5 Argentina       | Înfrângere                    |
| 1998                          | Faza Grupelor                 | Jamaica 2 – 1 Japonia         | Victorie                      |

### Campionatul CONCACAF
- 1963 - Prima rundă
- 1965 - nu a participat
- 1967 - nu s-a calificat
- 1969 - locul șase
- 1971 - nu s-a calificat
- 1973 - nu a participat
- 1977 - s-a retras
- 1981 - nu a participat
- 1985 - s-a retras
- 1989 - nu s-a calificat

### Cupa de Aur
- 1991 - Prima rundă
- 1993 - Locul trei împărțit
- 1996 - nu s-a calificat
- 1998 - locul patru
- 2000 - Prima rundă
- 2002 - nu s-a calificat
- 2003 - sferturi
- 2005 - sferturi
- 2007 - nu s-a calificat
- 2009 - Prima rundă
- 2011 - sferturi
- 2013 - nu s-a calificat
- 2015 - Finală
- 2017 - Finală
- 2019 - Semifinale
- 2021 - sferturi
- 2023 - Semifinale

### Campionatul Caraibelor
- 1989 - nu s-a calificat
- 1991 - Campioni
- 1992 - Locul secund
- 1993 - Locul secund
- 1994 - Prima rundă
- 1995 - Prima rundă
- 1996 - Prima rundă
- 1997 - Locul trei
- 1998 - Campioni
- 1999 - Locul trei
- 2001 - A doua rundă
- 2005 - Campioni
- 2007 - Prima rundă
- 2008 - Campioni
- 2010 - Campioni
- 2012 - Prima rundă
- 2014 - Campioni
- 2017 - Locul secund

### Jocurile Panamericane
- Jocurile Panamericane 2007 - Medalia de argint

### Copa America
Jamaica a fost invitată prima dată la Copa América pentru ediția din 2015, când s-a clasat pe ultimul loc într-o grupă cu Argentina, Uruguay și Paraguay. În anul următor, s-a calificat la Copa América Centenario după triumful din Campionatul Caraibelor 2014, dar din nou a ocupat ultima poziție în grupă. În 2024, la a treia prezență la Copa América, Jamaica din nou nu a trecut de faza grupelor.

## Jucători
Lotul convocat pentru Cupa America 2024.
| Nr. | Poz. | Jucător               | Data nașterii (vârsta) | Selecții | Goluri | Club                  |
| --- | ---- | --------------------- | ---------------------- | -------- | ------ | --------------------- |
| 1   | P    | Shaquan Davis         | 11 noiembrie 2000      | 1        | 0      | Mount Pleasant        |
| 13  | P    | Coniah Boyce-Clarke   | 1 martie 2003          | 1        | 0      | Reading               |
| 23  | P    | Jahmali Waite         | 24 decembrie 1998      | 9        | 0      | El Paso Locomotive FC |
| 24  | P    | Andre Blake (căpitan) | 21 noiembrie 1990      | 72       | 0      | Philadelphia Union    |
|     |      |                       |                        |          |        |                       |
| 2   | F    | Dexter Lembikisa      | 4 noiembrie 2003       | 16       | 1      | Heart of Midlothian   |
| 3   | F    | Michael Hector        | 19 iulie 1992          | 42       | 0      | Charlton Athletic     |
| 4   | F    | Richard King          | 27 noiembrie 2001      | 16       | 0      | Cavalier              |
| 5   | F    | Ethan Pinnock         | 29 mai 1993            | 10       | 0      | Brentford             |
| 6   | F    | Di'Shon Bernard       | 14 octombrie 2000      | 14       | 1      | Sheffield Wednesday   |
| 12  | F    | Wesley Harding        | 20 octombrie 1996      | 2        | 0      | Millwall              |
| 17  | F    | Damion Lowe           | 5 mai 1993             | 62       | 3      | Philadelphia Union    |
| 21  | F    | Jon Bell              | 26 august 1997         | 1        | 0      | Seattle Sounders FC   |
| 22  | F    | Greg Leigh            | 30 septembrie 1994     | 15       | 1      | Oxford United         |
| 25  | F    | Amari'i Bell          | 5 mai 1994             | 16       | 1      | Luton Town            |
|     |      |                       |                        |          |        |                       |
| 10  | M    | Bobby Decordova-Reid  | 2 februarie 1993       | 30       | 6      | Fulham                |
| 14  | M    | Kasey Palmer          | 9 noiembrie 1996       | 5        | 0      | Coventry City         |
| 15  | M    | Joel Latibeaudiere    | 6 ianuarie 2000        | 14       | 0      | Coventry City         |
| 16  | M    | Karoy Anderson        | 1 octombrie 2004       | 6        | 0      | Charlton Athletic     |
| 18  | M    | Alex Marshall         | 24 februarie 1998      | 13       | 0      | Portmore United       |
| 19  | M    | Kevon Lambert         | 22 martie 1997         | 27       | 0      | Real Salt Lake        |
|     |      |                       |                        |          |        |                       |
| 7   | A    | Demarai Gray          | 28 iunie 1996          | 11       | 5      | Al-Ettifaq            |
| 8   | A    | Kaheim Dixon          | 4 octombrie 2004       | 2        | 0      | Arnett Gardens        |
| 9   | A    | Michail Antonio       | 28 martie 1990         | 15       | 3      | West Ham United       |
| 11  | A    | Shamar Nicholson      | 16 februarie 1997      | 47       | 19     | Clermont              |
| 20  | A    | Renaldo Cephas        | 8 decembrie 1999       | 4        | 0      | Ankaragücü            |
| 26  | A    | Leon Bailey           | 9 august 1997          | 29       | 5      | Aston Villa           |

## Golgheteri
Jucătorii scriși cu îngroșat sunt încă în activitate și sunt convocați la naționala Jamaicăi.
| Jucători          | Ani la națională | Goluri |
| ----------------- | ---------------- | ------ |
| Luton Shelton     | 2004–2013        | 35     |
| Onandi Lowe       | 1994–2004        | 27     |
| Theodore Whitmore | 1993–2005        | 24     |
| Paul Young        | 1993–1998        | 22     |
| Andy Williams     | 1997–2008        | 22     |

## Antrenori
| Nume                | Din             | Până în         |
| ------------------- | --------------- | --------------- |
| Geoffrey Maxwell    | 1989            | 1990            |
| Carl Brown          | 1990            | iulie 1994      |
| Rene Simoes         | august 1994     | februarie 2000  |
| Sebastião Lazaroni  | martie 2000     | mai 2000        |
| Clovis De Olivera   | iunie 2000      | septembrie 2001 |
| Carl Brown          | decembrie 2001  | august 2004     |
| Sebastião Lazaroni  | august 2004     | noiembrie 2004  |
| Wendell Downswell   | noiembrie 2004  | august 2006     |
| Carl Brown          | septembrie 2006 | octombrie 2006  |
| Bora Milutinović    | noiembrie 2006  | noiembrie 2007  |
| Theodore Whitmore   | decembrie 2007  | ianuarie 2008   |
| Rene Simoes         | ianuarie 2008   | octombrie 2008  |
| Theodore Whitmore   | octombrie 2008  | noiembrie 2008  |
| John Barnes         | decembroe 2008  | mai 2009        |
| Theodore Whitmore   | iunie 2009      | 2013            |
| Winfried Schäfer    | 2013            | 2016            |
| Theodore Whitmore   | 2016            | 2021            |
| Paul Hall           | 2021            | 2022            |
| Merron Gordon       | 2022            | 2022            |
| Heimir Hallgrímsson | 2022            | prezent         |